# Belasting op inverkeerstelling
De belasting op inverkeerstelling of kortweg de BIV (Frans: Taxe de mise en circulation (TMC)) is een vorm van autobelasting in België. De belasting wordt geheven bij elke verkoop van een auto, zowel bij nieuwe voertuigen als bij de aankoop van tweedehandsvoertuigen die door de nieuwe eigenaar worden ingeschreven. Herinschrijven van een auto, bijvoorbeeld bij verhuis of bij het regelen van een echtscheiding wordt niet belast. Sommige voertuigen zijn bovendien vrijgesteld van de belasting. Dit is onder andere het geval voor voertuigen op waterstof en voertuigen voor ziekenvervoer. Naast de belasting op inverkeerstelling is er ook een jaarlijkse verkeersbelasting.
Sinds 1 januari 2011 wordt de BIV in Vlaanderen geïnd door de Vlaamse Belastingdienst. In Wallonië en Brussel wordt de BIV nog altijd geïnd door de FOD Financiën. Vanaf 1 maart 2012 zijn er in Vlaanderen twee berekeningswijzen van de Belasting op inverkeerstelling (BIV) van kracht. De eerste berekeningswijze is die op grond van de milieukenmerken van het voertuig (groene BIV). De tweede is die op grond van het vermogen van het voertuig. 
In Nederland wordt een vergelijkbare belasting geheven onder de naam BPM ('belasting van personenauto's en motorrijwielen').